# Eléctricos de Barranquilla
Los Eléctricos de Barranquilla fueron un equipo de béisbol de la Liga Colombiana de Béisbol Profesional con sede en la ciudad de Barranquilla. Participaron únicamente en las temporadas 2001/02 y 2002/03 y fueron campeones de ambos torneos. Tuvieron como sede el Estadio Tomás Arrieta.
En su primera participación en el torneo el equipo finalizó durante la temporada regular como líder con 20 victorias y solo 9 derrotas en 29 juegos y rendimiento de .689 clasificando de esta manera de forma directa a la final del torneo, aquella final la disputaría con su rival de patio el también equipo barranquillero Caimanes final que ganaría Eléctricos por 4-1 en la serie obteniendo así su primer título y como debutante del torneo. En su segunda participación volvería a repetir liderato al finalizar la temporada regular con 22 victorias y 14 derrotas en 36 juegos y rendimiento de .611 nuevamente obteniendo el paso directo a la final del torneo donde enfrentó en esta ocasión al desaparecido Águila de Cartagena debutante en aquel torneo, venciéndolo en la serie 4-1 para obtener su segundo y último título además consecutivo en la Liga Colombiana.

## Jugadores destacados
- Johnny León elegido jugador valioso temporada 2001/02
- Travis Oglesby jugador con más jonrones temporada 2002/03 (10)
- Carlos Villalobos jugador con más carreras anotadas temporada 2002/03 (37)
- Reggie Nelson jugador con más bases robadas temporada 2002/03 (11)
- Kaku Iwamoto uno de los primeros japoneses en jugar en la Liga Colombiana en 2001/02[3]

## Participaciones
- temporada 2001-2002: Campeón
- temporada 2002-2003: Campeón

| Equipo                     | JG | JP | JJ | Temp. | Puntaje |
| -------------------------- | -- | -- | -- | ----- | ------- |
| Eléctricos de Barranquilla | 50 | 25 | 75 | 2     | 0.667   |